# Rue Bichat (Lyon)
La rue Bichat est une voie publique du 2e arrondissement de la ville de Lyon, en France, nommée en 1830 en l’honneur du médecin Xavier Bichat qui a étudié à Lyon.

## Situation
La rue, d’orientation ouest-est traverse la Presqu'île de Lyon en reliant le quai Rambaud et le cours Charlemagne et croise successivement la rue Claudius-Collonge, rue Denuzière, rue Gilibert et la rue Seguin. Elle est en sens unique vers l’est à partir du croisement avec la rue Denuzière. Entre la rue Denuzière et la rue Gilibert, elle est enjambée par la ligne de train vers Saint-Étienne. 
La rue est longée au sud par des immeubles d’habitation et de bureaux qui ont remplacé la gare des marchandises de Lyon Perrache 2, désaffectée en 1832. Après les voies, elle est longée au sud par le collège Jean Monnet. De l’autre côté du cours Charlemagne, elle est prolongée par la Rue Marc-Antoine-Petit. 

## Histoire
Le chantier du quartier Perrache amène à l’ouverture de la rue à la période où meurt Xavier Bichat, qui avait étudié la médecine à Lyon, auprès notamment de Marc-Antoine Petit. Entre 1826 et 1843, le segment nord à l’ouest de la rue, entre le quai Rambaud et la rue Claudius-Collonge, accueille l’usine de plâtre Guiraudet. Elle est remplacée par des fonderies avant d’être rachetée par l’État pour agrandir l’Arsenal, qui se développe jusqu’en 1940. Les locaux sont ensuite repris par la Gendarmerie et par la Police nationale, puis par les Transports en commun lyonnais qui transforment le lot en un dépôt de bus sur trois étages. 
Côté sud de la rue, l’Arsenal se développe jusqu’en 1980 où il est incendié avant d’être démoli en 1983. En 1985, il est remplacé par une caserne de la Gendarmerie qui est dédiée au général Guy Delfosse.
La rue Bichat passe au nord de la gare de marchandises Lyon Perrache 2 entre 1832 et le début des années 2010, où elle est remplacée par des immeubles d’habitation.
En 1932, le tronçon entre la voie de chemin de fer et le cours Charlemagne est associé à la rue Bichat, et non plus à la rue Marc-Antoine-Petit.

## Galerie

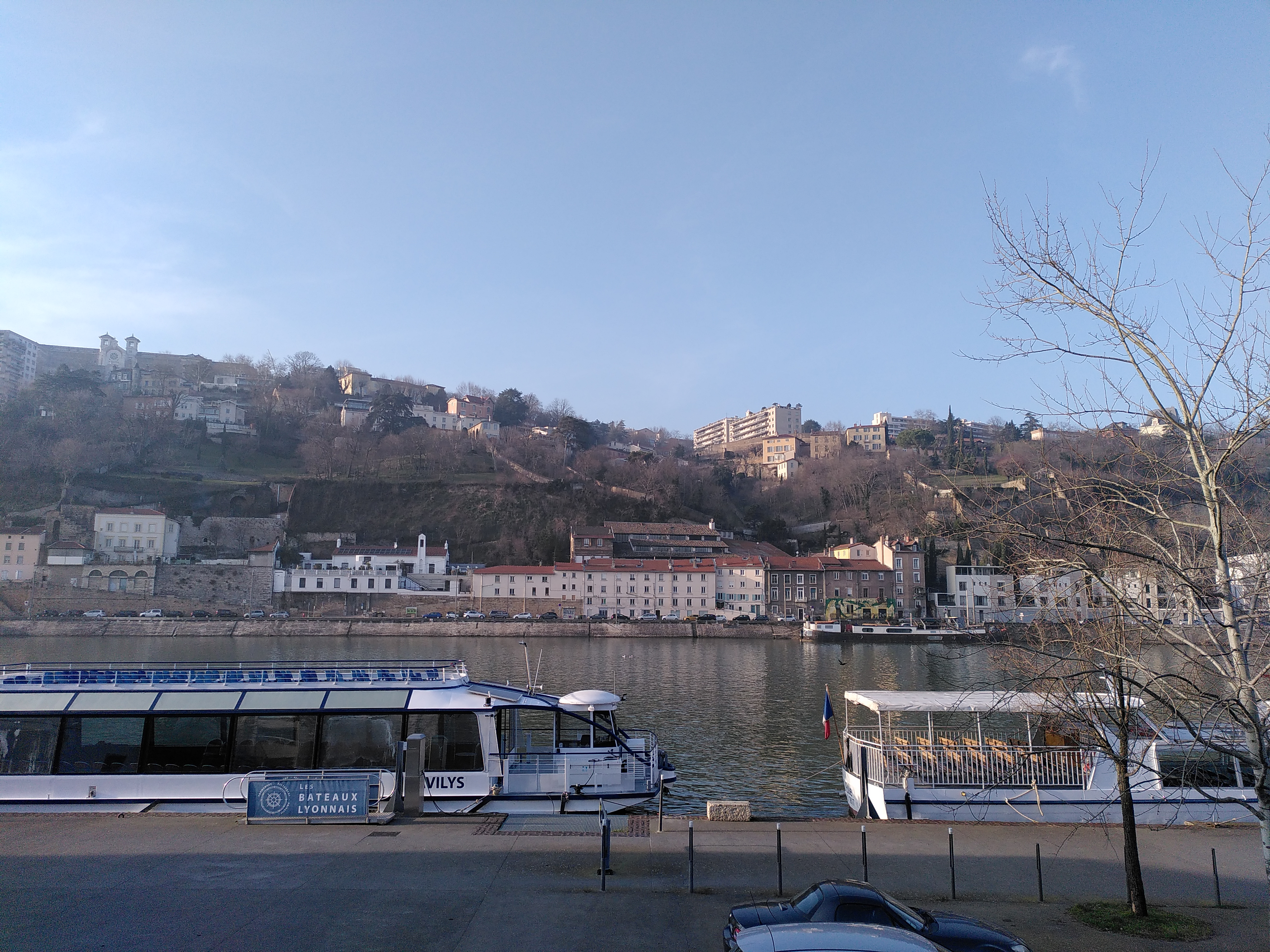
Vue de la Saône depuis le quai Rambaud au niveau de la rue Bichat.
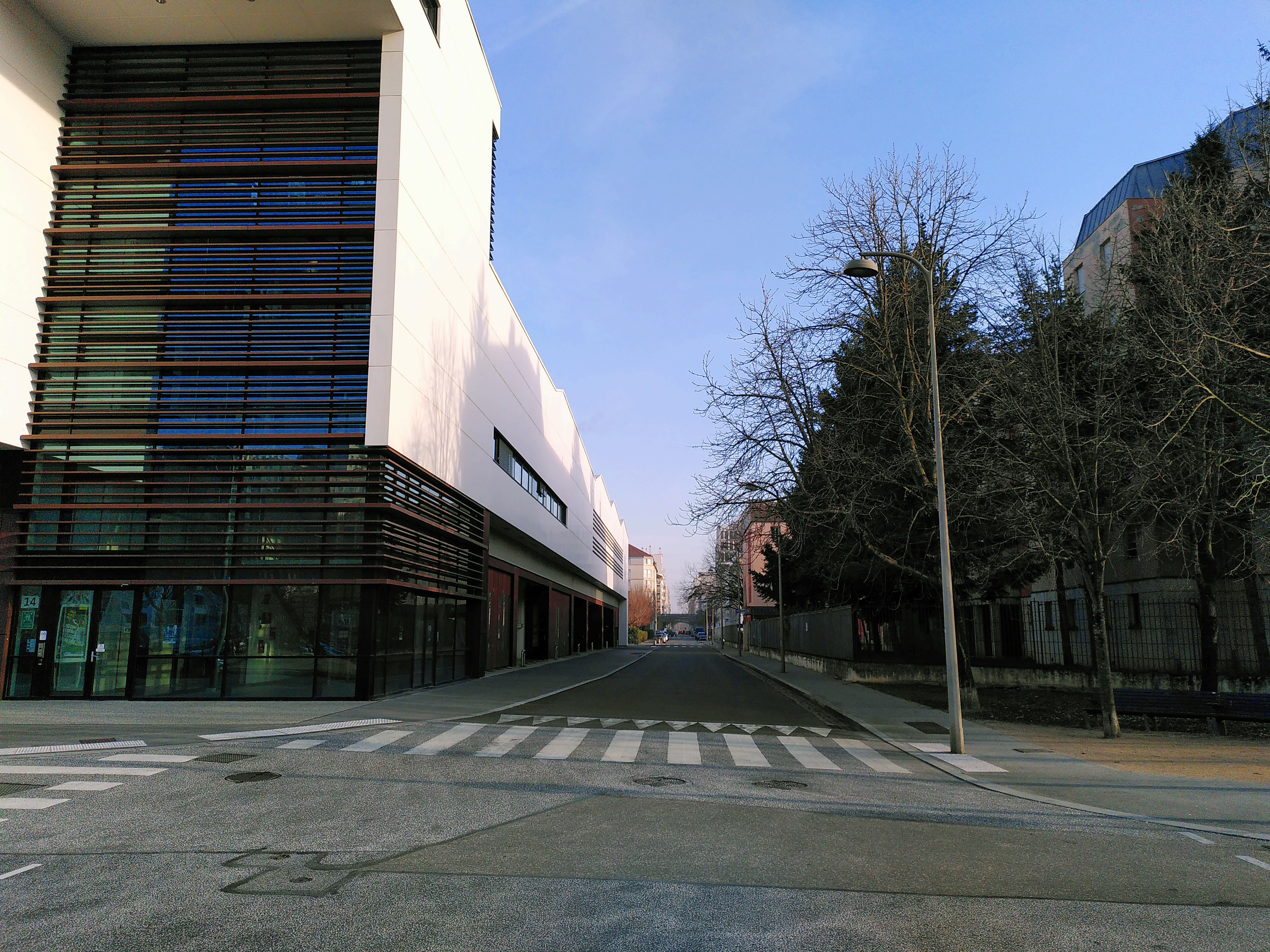
Début de la rue, au niveau du quai Rambaud.
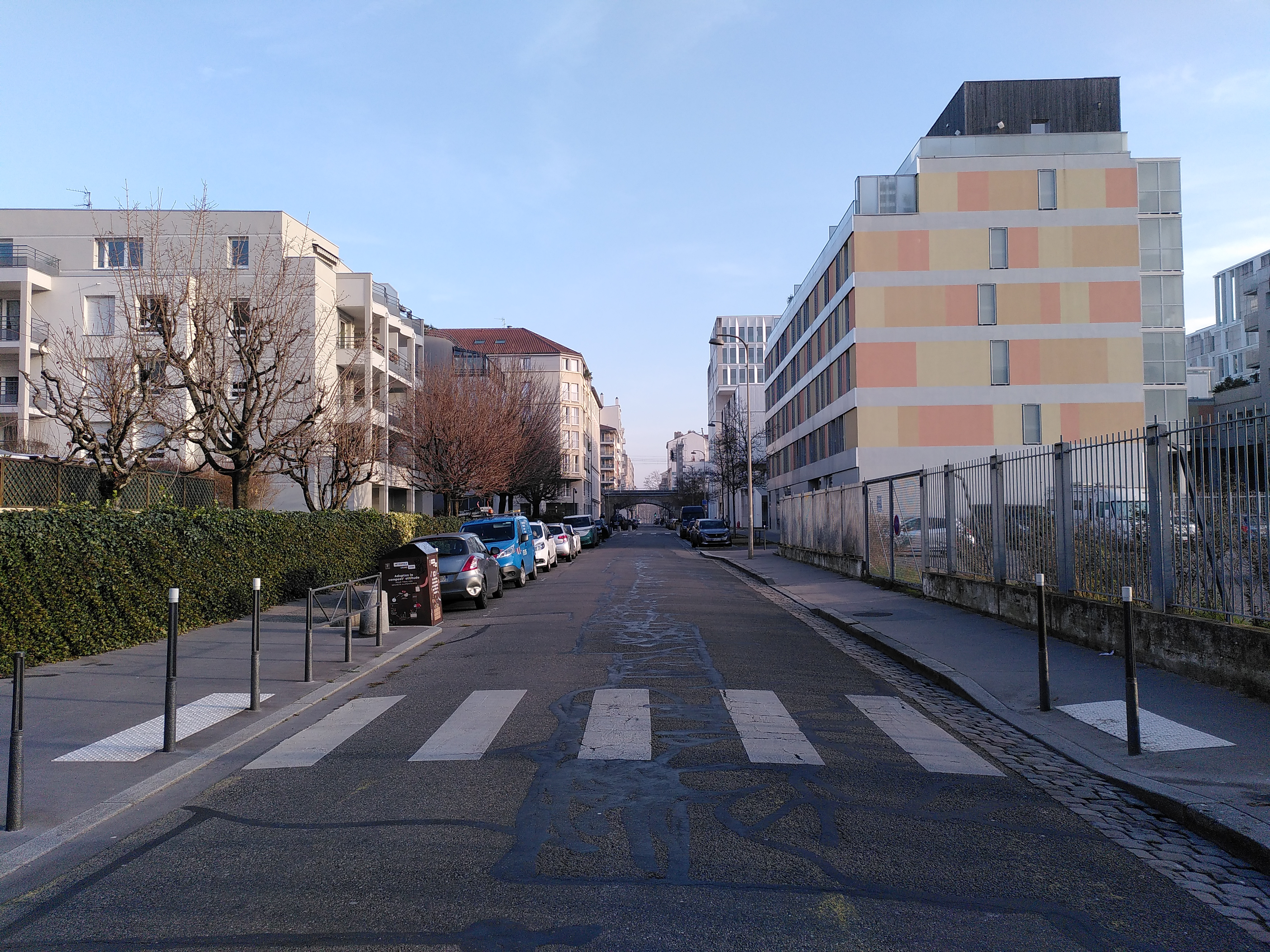
Vue vers l’est depuis le croisement avec la rue Claudius Collonge.
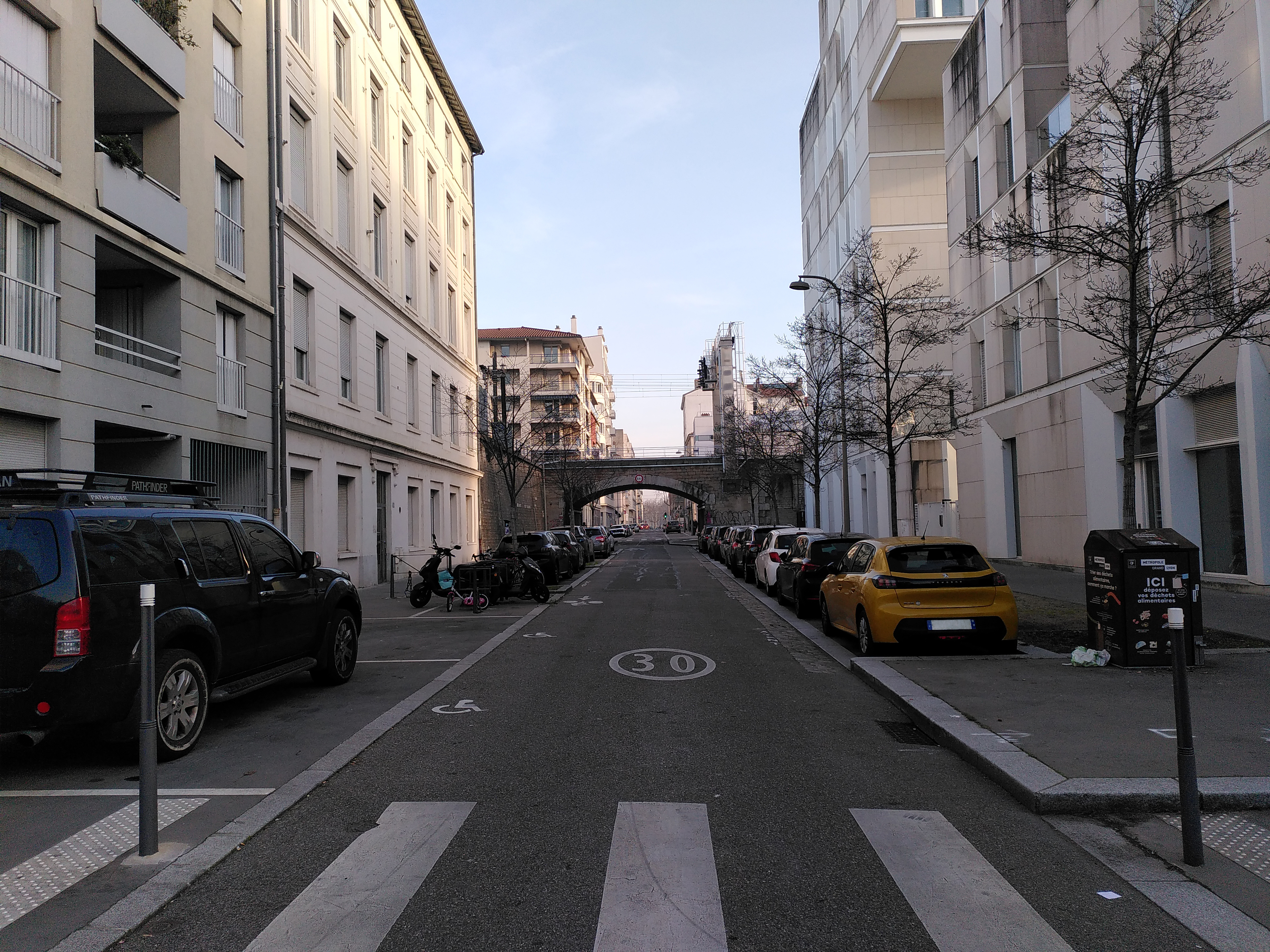
Vue vers l’est depuis le croisement avec la rue Denuzière.
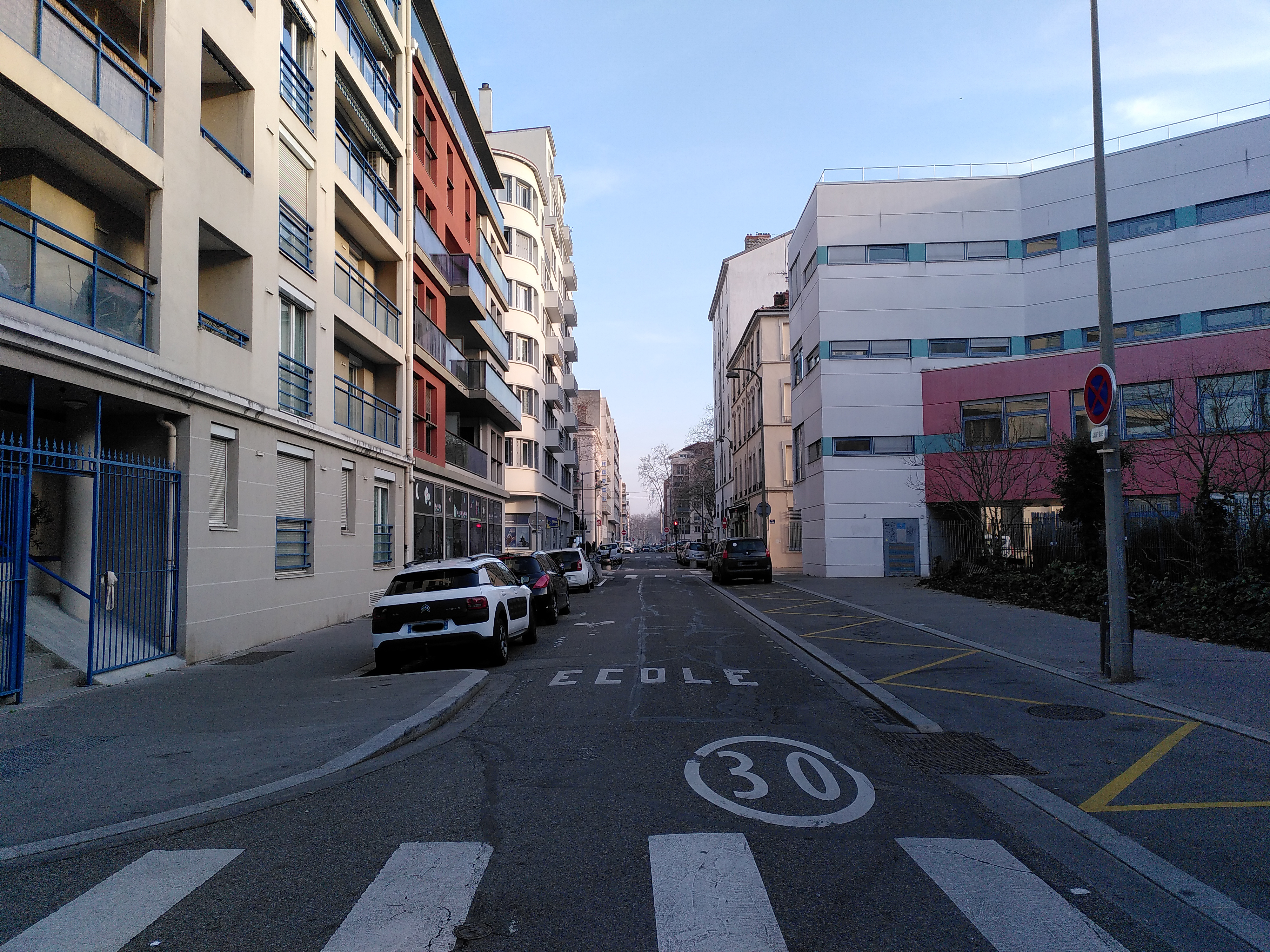
Vue vers l’est depuis le croisement avec la rue Gilibert.
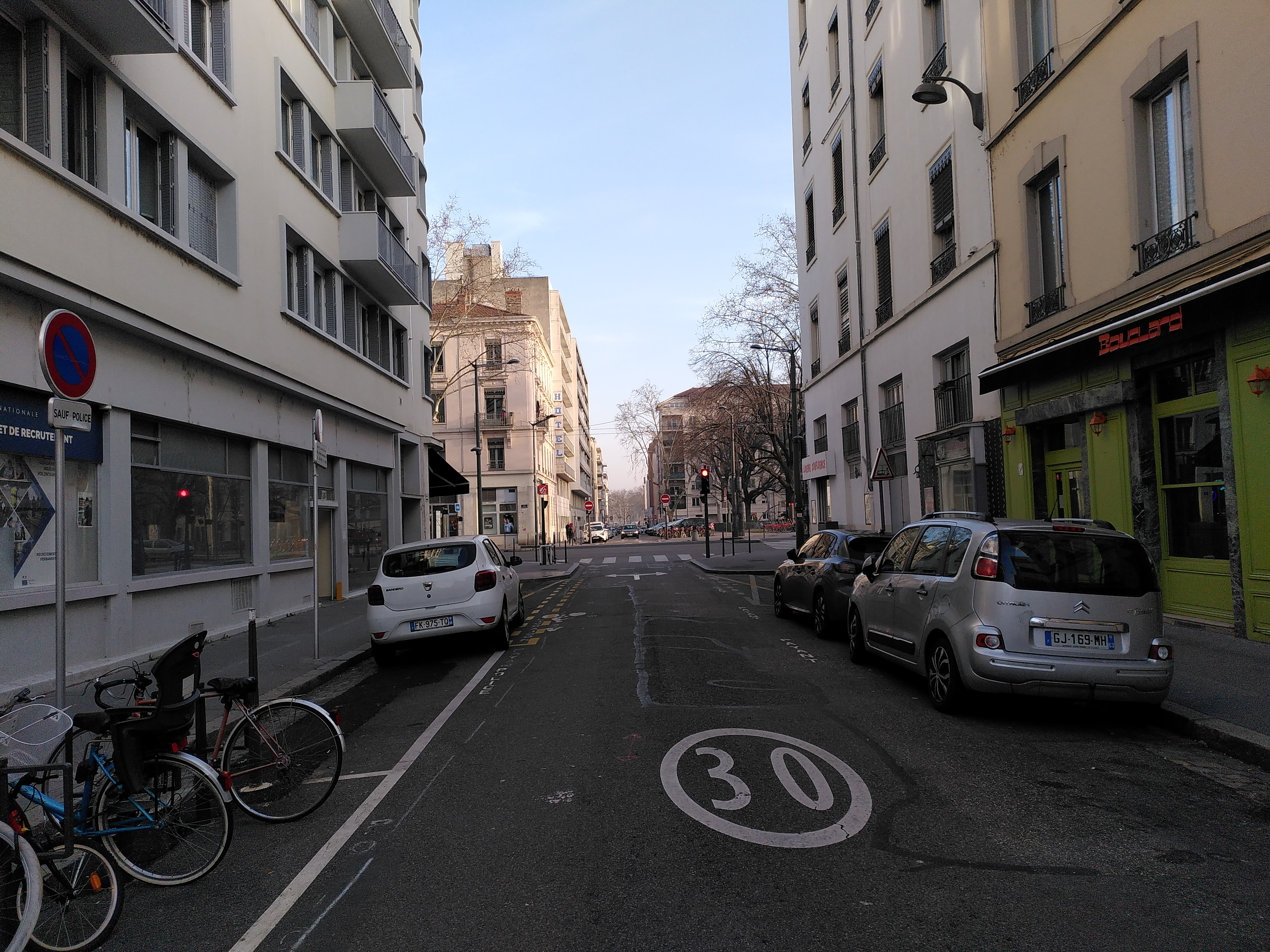
Vue vers l’est depuis le croisement avec la rue Seguin.

#### Autres références
1. ↑  Alain Dreyfus, Secrets des rues de Lyon, Éditions du Poutan, 2021 (ISBN 978-2-37553-046-7), p. 66